# Žralok vouskatý
Žralok vouskatý (Ginglymostoma cirratum) je druh žraloka z řádu malotlamců. Je to jediný zástupce malotlamců, který žije v Atlantském oceánu. Tento noční lovec pomalým tempem proplouvá nad mořským dnem v teplých mělkých tropických vodách. Během dne působí lenivým dojmem. Často bez hnutí odpočívá na dně, pumpuje vodu do žaber a hlavu skrývá pod korálový převis nebo do skalní štěrbiny. Díky malé tlamě vypadá žralok vousatý poměrně neškodně, má však v záloze neviditelnou tajnou zbraň. Nejsou to dýkovité zuby, ale schopnost rychle nasát kořist.

## Vzhled
Dosahuje délky mezi dvěma až třemi metry a váhy okolo 150 kg, i když existují zprávy o čtyřmetrových a větších kusech. Samice bývají větší než samci. Žralok vouskatý má širokou a zploštělou hlavu, prsní ploutve i dvojice hřbetních ploutví jsou zakulacené. Ocasní ploutev tvoří až čtvrtinu délky těla. Kůže je pevná a světle šedě zbarvená.

## Hlavní znaky
- Bentický druh (tj. druh žijící u dna), který se zdržuje v mělkých vodách a hledá si potravu na dně.
- Má širokou hlavu s tlamou před očima a dva smyslové vousky na rypci.
- Noční lovec, který svou potravu nasává do tlamy proudem vody.
- Často ho lze vidět, jak odpočívá na mořském dně a pumpuje vodu do žaber.

## Rozšíření
Žije v teplých mořích: podél atlantického pobřeží Ameriky od Rhode Islandu po jih Brazílie a kolem antilských ostrovů, také podél pacifického pobřeží od Kalifornského zálivu po Peru a v Africe v Guinejském zálivu, pozorován byl i u pobřeží Francie. Je obyvatelem kontinentálního šelfu, na volné moře se vydává jen zřídka.

## Způsob života
Ve dne žraloci přespávají ve větších skupinách skryti v korálových útesech nebo mangrovových porostech: patří k druhům, které se k dýchání nepotřebují pohybovat. Po setmění se mění v samotářské lovce, kteří prohledávají mořské dno, v pátrání po kořisti jim pomáhá množství citlivých vousků kolem tlamy. Ústní otvor je poměrně malý, mohou tedy lovit jen menší živočichy: rejnoky, čtverzubce, chobotnice, langusty a pláštěnce. Dokážou chytit i rychlou rybu tím, že ji nasají s proudem vody: vydávají přitom hlasitý mlaskavý zvuk, který jim dal v některých jazycích název „žralok-kojná“ (anglicky nurse shark, italsky squali nutrice).
Hlavními predátory jsou žralok tygří a člověk, i když lov tohoto druhu kvůli kůži, masu a tuku není tak intenzivní jako u jiných žraloků. Není řazen mezi druhy nebezpečné pro člověka, i když byly zaznamenány případy, kdy žralok vouskatý napadl potápěče, kteří ho vyrušili. Ulovení žraloci se dokáží přizpůsobit životu v zajetí a bývají častou atrakcí veřejných akvárií.

## Rozmnožování
Tento druh je vejcoživorodý. V jednom vrhu bývá mezi dvaceti až třiceti mláďaty, která jsou při narození dlouhá okolo 30 cm a jejich tělo je poseté tmavšími skvrnami, které v dospělosti mizí. Žralok vouskatý se dožívá věku až přes dvacet let.